# Bauchi (delstat)
Bauchi er en delstat i nordlige Nigeria, nordøst for Josplateauet. Hovedstaden hedder også  Bauchi, der med 316.173 indbyggere (2005) også er delstatens største by. Delstaten Gombe var en del af området frem til 1996. Delstaten er etnisk meget kompleks; de største folkegrupper er fulani og hausa.

## Geografi
Bauchi grænser mod nordvest til delstaten  Jigawa, mod nordøst til delstaten  Yobe, mod sydvest til delstaten  Plateau, i sydøst til delstaten  Taraba, i vest til  delstaten   Kaduna og Kano og mod øst til delstaten  Gombe.

### Inddeling
Delstaten er inddelt i  20 Local Government Areas, med navnene: Alkaleri, Bauchi, Bogoro, Damban, Darazo, Dass, Gamawa, Ganjuwa, Giade, Itas-Gadau, Jama'are, Katagun, Kirfi, Misau, Ningi, Shira, Tafawa-Balewa, Toro, Warji og Zakki.

## Natur
Højlandet i den sydvestlige  den af delstaten er en forlængelse af  Josplateauet, med toppe på op til  1.500 til 1.700 meter over havet. Terrænet  sænker sig østerud mod floden Gongola, som er en af Benues bifloder. Delstaten har et rigt dyreliv.

## Erhvervsliv
Økonomien domineres af landbrug med avl af hirse, durra, majs, ris, hvede, kassava, tobak, tomater og andre grønsager. Mod nord dominerer husdyrhold . Bomuld, kaffe og jordnødder avles til eksport. Industrien omfatter levnesmiddel-, tekstil- og cementindustri samt mekanisk industri.

## Eksterne kilder og henvisninger
1. ↑  nigerianstat.gov.ng (fra Wikidata).

- Delstatens officielle websted Arkiveret 25. juni 2011 hos  Wayback Machine
- Bauchi – delstat i Nigeria Store norske leksikon, hentet 3. november 2010

10°30′N 10°0′Ø / 10.500°N 10.000°Ø